# Santiago Durango
Santiago Durango (nacido en 1957), hijo de inmigrantes Colombianos, el médico Adriano Durango y su esposa Stella Molina. Es un músico colombiano-estadounidense recordado por su trabajo como guitarrista con las bandas de punk rock de los 80's Naked Raygun y Big Black. Prácticamente retirado de la música desde el 2000, actualmente trabaja como abogado.

## Biografía
Santiago fue el hijo de un doctor colombiano. Su familia se mudó a Chicago, Illinois desde Medellín cuando él tenía 10 años.
Graduado en la University of Illinois at Chicago, Durango fue un miembro original de Naked Raygun, una de las primeras bandas punk de Chicago. Un fan de Naked Raygun, Steve Albini, estaba formando un proyecto llamado Big Black y le pidió a Durango y a Jeff Pezzati, cantante de Naked Raygun, que se unieran a la banda. Ambos aceptaron. Durango permaneció en Big Black hasta su ruptura, en 1987. El crítico Mark Deming describe a Santiago y a su guitarra como el compañero ideal para Albini: "Su sonido fuerte y musculoso se mezclaba perfectamente con el sonido arrastrado y metálico de Albini", dice Deming.
Después de Big Black, Durango fue a estudiar derecho. Durante este tiempo formó una banda llamada Arsenal, con el bajista Malachi Ritscher. Arsenal lanzó un EP llamado Manipulator en 1988, bajo Touch & Go Records, discográfica que ya había trabajado con Durango en los tiempos de Big Black. Luego, en 1990, Ritscher fue reemplazado por Pierre Kedzy, de Naked Raygun, para grabar y lanzar un segundo EP de Arsenal, llamado Factory Smog Is A Sign Of Progress.
Luego de graduarse en derechos, en su primer caso Durango ayudó a Cynthia Plastercaster a recuperar sus estatuillas de yeso de los genitales de varios íconos del rock, como Jimi Hendrix. También, por un tiempo, defendió a Touch & Go Records.
Su primera esposa fue la cantante Cath Caroll. Su segunda y actual esposa es la autora de libros para niños Julia Durango; la pareja tiene dos hijos, llamados Kyle y Ryan.